# Nebojša Marinković
Nebojša Marinković, född 19 juni 1986 i Knjaževac, är en serbisk fotbollsspelare (offensiv mittfältare) som spelar för Perth Glory. 
Marinković har spelat i Partizan Belgrad sedan 2003. Inför säsongen 2007-08 blev han utlånad till grekiska Iraklis där parterna efter kontraktsproblem avbröt lånet. 31 mars 2008 skrev han på ett tremånaderslån till och med 2 juli 2008 med Djurgårdens IF. Av låneperiodens 11 omgångar (omgång 2-12) spelade han 3 matcher, varav en från start. Debuterade med inhopp för Djurgården i Allsvenskan i femte omgången i bortamatchen mot Örebro SK den 16 april. Efter utlåningsperioden blev det ingen fortsättning i Djurgården.
I juli 2008 skrev han ett kontrakt för två säsonger med Partizan Belgrads seriekonkurrent FK Cukaricki Stankom.

## Landslagskarriär
I kvalet till U21-EM i Sverige 2009 spelade Marinković 3 matcher för Serbien och gjorde 2 mål (källa). Matcherna:
- 2007-06-02, Serbien-Lettland (källa)
- 2007-10-13, Serbien-San Marino (källa)
- 2007-10-17, Lettland-Serbien (källa)

## Meriter
- U21-landskamper